# Bitwa pod Al-Mansurą
Bitwa pod Al-Mansurą – starcie zbrojne, które miało miejsce w lutym 1250 w trakcie VI wyprawy krzyżowej (1248–1254). Na czele wojsk krzyżowych stał król francuski Ludwik IX.

## Bitwa
W czerwcu 1249 armia Ludwika IX zdobyła Damiettę i przeczekała w niej przybór Nilu. 
W grudniu 1249 wojska krzyżowe stanęły pod Al-Mansurą, gdzie drogę zastawiła im armia egipska pod dowództwem Fachr ad-Dina. Przez sześć tygodni wojska obu stron nie podejmowały akcji zbrojnych i nie przekraczały oddzielającego ich kanału. Dopiero 8 lutego 1250 krzyżowcy odkryli przejście przez bród Al-Bahr as-Saghir. Pomimo wyraźnych rozkazów króla Robert I d’Artois zaatakował z zaskoczenia muzułmanów i zdobył ich obóz. Fachr ad-Din zginął w trakcie walki.
Robert wraz z wojskami templariuszy postanowił ścigać uciekających nieprzyjaciół i z marszu zdobyć Al-Mansurę. Nowy egipski wódz Bajbars opanował panikę wśród swych oddziałów i opracował plan zasadzki na krzyżowców. Nakazał otworzyć bramy miasta, wpuścić wojska Roberta, a potem zaatakować je z bocznych ulic. Krzyżowcy wpadli w pułapkę i zostali wybici. Wśród poległych był m.in. Robert i 285 z 290 templariuszy.
Po tym sukcesie wojska muzułmańskie przeszły do ofensywy i zaatakowały armię Ludwika. Krzyżowcom udało się utrzymać pozycję po ciężkiej walce, a wojska egipskie wycofały się do Al-Mansury. 11 lutego wzmocnione siły muzułmańskie zaatakowały po raz kolejny, a w walce zginął wielki mistrz templariuszy Guillaume de Sonnac. Bitwa pozostała nierozstrzygnięta, choć wojska zachodnie poniosły cięższe straty, a siły egipskie znalazły się w lepszej sytuacji strategicznej. Krzyżowcy na osiem tygodni utknęli pod Al-Mansurą, a muzułmanie odcięli ich od transportów z Damietty.
W kwietniu 1250 doszło do bitwy pod Fariskur, podczas której Ludwik IX dostał się do niewoli.